# 打ち上げ角
打ち上げ角（うちあげかく）とは、電波の上方向に発射される電波の角度。電波がアンテナから放射される時の、放射が最大になる方向と地平面との角度である。
地面と垂直方向に注目した場合、一般的にブラウン・アンテナのように垂直のエレメントを持つアンテナからは水平方向（地平線方向）から斜め上空方向に電波が発射される。打ち上げ角が低いと、斜め上空への電波の放射は少なくなり、水平方向に集中して放射されるため、アンテナからの見通し距離ではより強く到達する。打ち上げ角を低くするため、実際のアンテナではラジアルを水平よりもやや下方に向けて設置することがある。
打ち上げ角が高いアンテナでは、斜め上空への放射が大きくなり、見通し距離で地上に届く電波はより少なくなる。この場合、長波 - 短波を用いれば電離層による反射で長距離通信が可能である。
衛星通信等に用いる八木・宇田アンテナ、パラボラアンテナなどで、斜め上空への放射を強くするためアンテナを傾けて設置する場合の角度は、打ち上げ角ではなく仰角と呼ぶ事が多い。